# Brachydiplax
Brachydiplax és un gènere d'odonats anisòpters de la família Libellulidae. Es distribueix per l'Índia, Xina, Sud-est Asiàtic i Nova Guinea fins a Austràlia.
Són de mida petita a mitjana. Els mascles solen ser de color blau clar. Les femelles tenen tons de marró, de vegades amb patrons de taques en l'abdomen.

## Taxonomia
El gènere Brachydiplax inclou set espècies:
- Brachydiplax chalybea Brauer, 1868
- Brachydiplax denticauda (Brauer, 1867)
- Brachydiplax duivenbodei (Brauer, 1866)
- Brachydiplax farinosa Krüger, 1902
- Brachydiplax sobrina (Rambur, 1842)
- Brachydiplax sollaarti Lieftinck, 1953
- Brachydiplax yunnanensis Fraser, 1924